# Stefan Holm

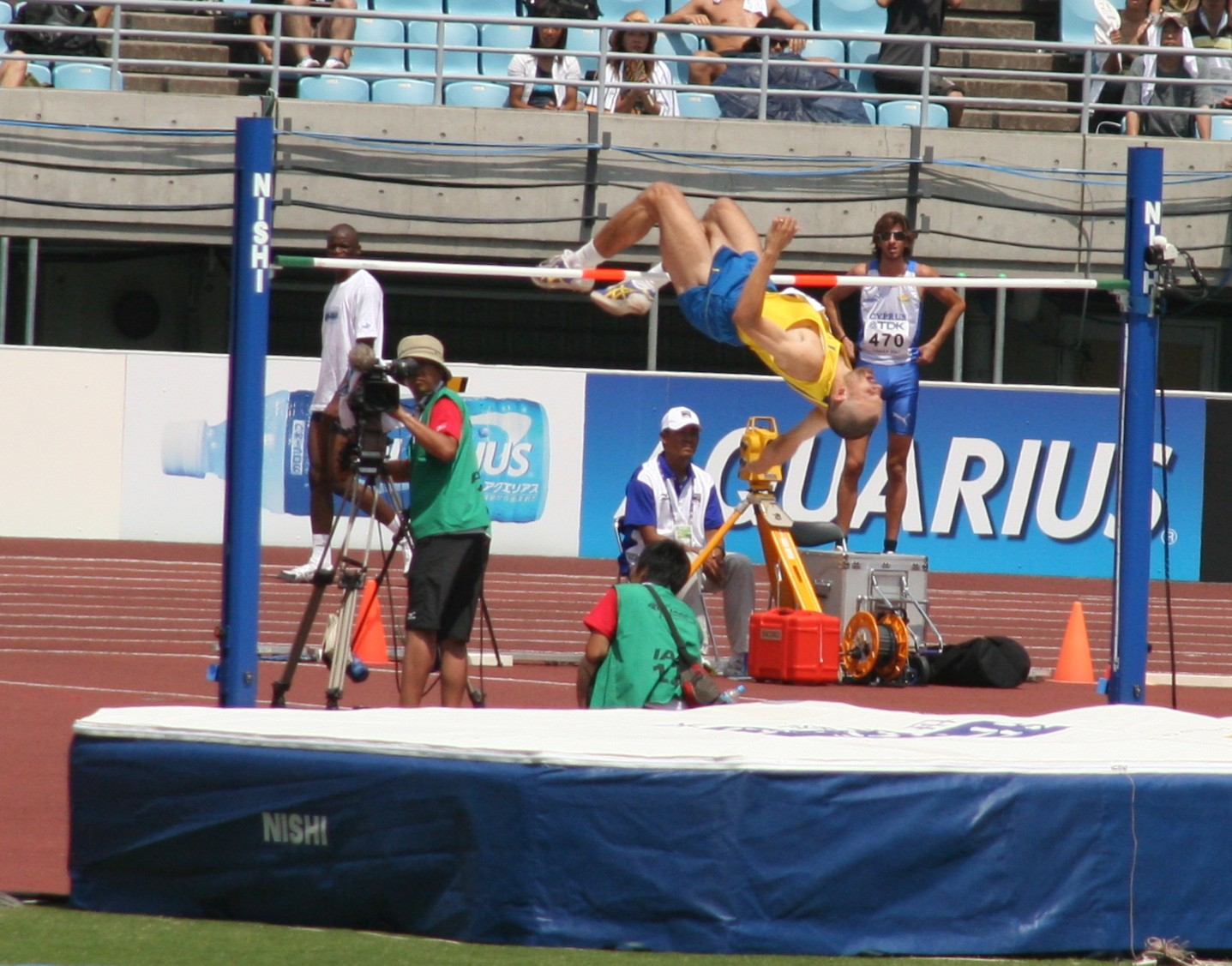
Stefan Holm under VM i Osaka 2007

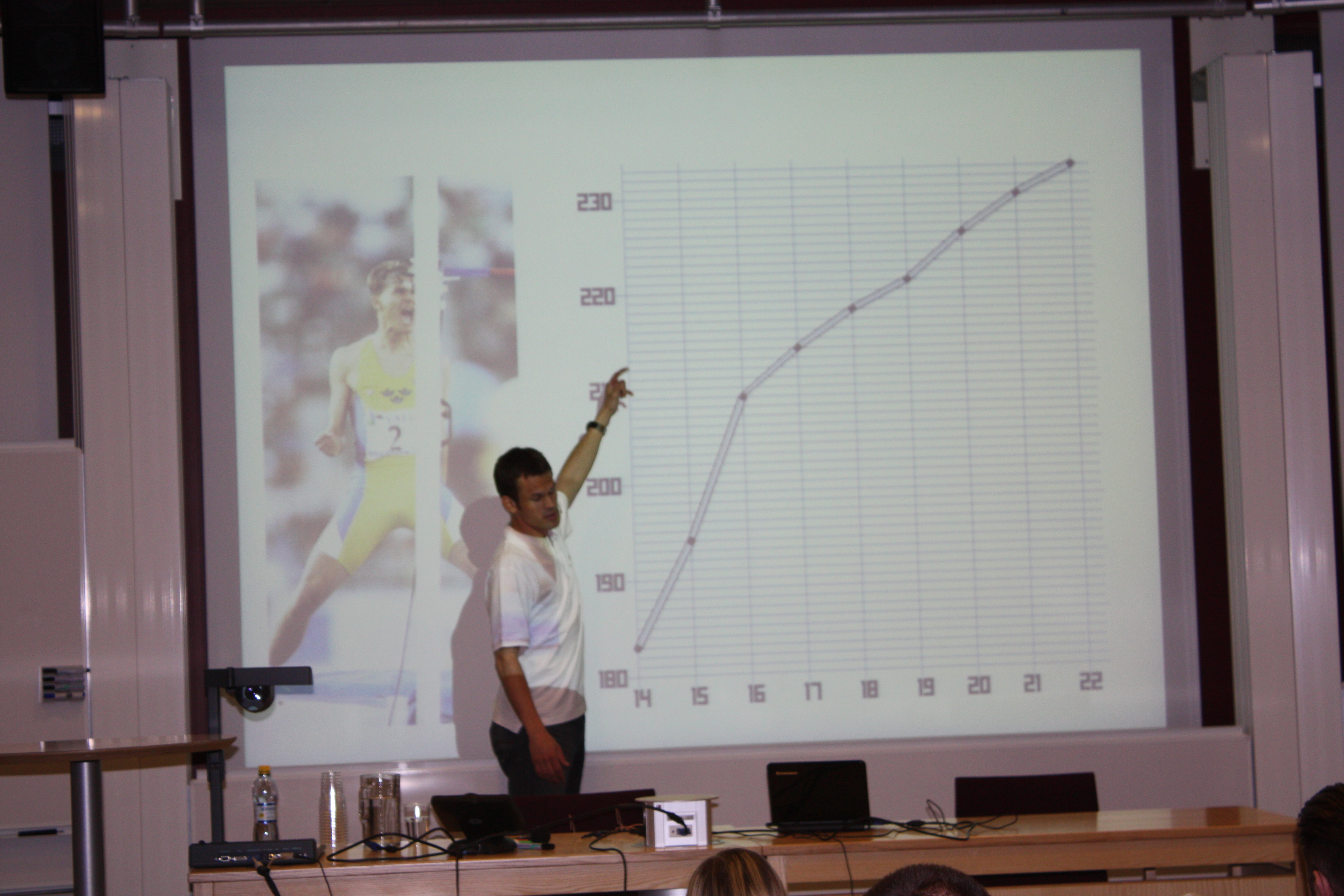
Stefan Holm föreläser på S.E.R.O.-konferens i Karlstad maj 2010

Stefan Christian Holm, född 25 maj 1976 i Forshaga församling, Värmlands län, är en svensk före detta friidrottare som tävlade i höjdhopp.
Holm har ett guld från OS i Aten 2004, en silvermedalj från VM i friidrott 2003 i Paris samt ett silver och ett brons från EM i friidrott. Holm har också vunnit inomhus-VM 4 gånger samt inomhus-EM 2 gånger. Hans personliga rekord är 2,37 (utomhus 2008), men han har hoppat 2,40 inomhus (2005).
Holm tävlade för Kils AIK friidrott i alla nationella tävlingar, och inledde ofta utomhussäsongen med att tävla hemma på Sannerudsvallen i Kil. I augusti 2004, under en hyllningsceremoni på Stora Torget i Karlstad, tillkännagav Kils kommunalråd Jan Wadell att en idrottsarena kallad Holmhallen skall byggas i Kils kommun. Holm tränades av sin far, Jonny Holm. Stefan Holm, som är 181 centimeter lång, tillhör den skara som hoppat 50 cm eller mer över sin egen längd.
Hans son Melwin Lycke Holm är också höjdhoppare.

## Karriär
Holms genombrott som höjdhoppare kom under 1997 då han för första gången hoppade 2,30 vilket skedde inomhus i Eskilstuna. 1998 vann han Golden League-tävlingen i Berlin och slutade på sjätte plats vid Grand Prix-finalen i Moskva i början på september. Samma år hoppade han även 2,33 utomhus. Hans första internationella mästerskap var EM 1998 i Budapest där han gick till final och slutade på sjunde plats med höjden 2,27.
Holms första världsmästerskap var VM i friidrott 1999 i Sevilla där han slutade tia på höjden 2,25.
Vintern 2000 deltog han vid EM inomhus i Gent och kom där fyra med 2,32. Internationellt slog han igenom på allvar vid Olympiska sommarspelen 2000 i Sydney där han slutade fyra på höjden 2,32. Samma resultat hade tävlingens tvåa Javier Sotomayor och trea Abderrahmane Hammad. Eftersom Sotomayor varit avstängd för doping men fått tillåtelse av IAAF att få delta vid Olympiska spelen blev Holms fjärdeplats omtvistad.
Under säsongen 2001 kom Holms första internationella mästerskapsseger när han vann inomhus-VM i Lissabon på höjden 2,32. Vid VM i Edmonton senare samma år blev det återigen en fjärdeplats, denna gång på höjden 2,30.
Säsongen 2002 blev ett mellanår för Holm som slutade på andra plats både vid inomhus-EM i Wien, där han blev slagen av Staffan Strand, och vid EM i München i augusti, denna gång slagen av Jaroslav Rybakov. Däremot förbättrade han senare i augusti vid tävlingar i Zürich sitt personliga rekord till 2,35. Han vann också Grand Prix-finalen i Paris i mitten av september på 2,31.
Under inomhussäsongen 2003 förbättrade Holm sitt personliga rekord inomhus till 2,36 och han försvarade även sitt guld vid inomhus-VM i Birmingham. Utomhus 2003 blev han för första gången medaljör i VM i friidrott då han i augusti slutade på andra plats på 2,32 efter sydafrikanen Jacques Freitag på VM i Paris. Även detta år gick han vidare till World Athletics Final (före detta Grand Prix-finalen) som hölls i Monaco i mitten av september. Här kom Holm på andra plats efter ryssen Yaroslav Rybakov, bägge liksom trean Jamie Nieto på 2,30.
Höjdpunkten i Holms karriär kom under 2004 då han blev guldmedaljör vid Olympiska sommarspelen 2004 i Aten. Holm inledde hoppandet med att klara 2,20, 2,25 och 2,29 i första försöket. 2,32 tog han i andra och 2,34 klarade han först i tredje försöket. Detta innebar att Holm låg på fjärde plats i tävlingen då Matt Hemingway, Jaroslav Baba och Jamie Nieto alla hade tagit 2,34 men med färre rivningar. På 2,36, en höjd som Holm bara en gång tidigare hade klarat, blev han den ende att klara redan i första försöket. En nervös väntan följde då alla andra rev ut sig och Holm kunde vinna olympiskt guld. Samma år vann Holm även inomhus-VM för tredje gången i följd och dessutom, i september, årets World Athletics Final på 2,33.
Under inomhussäsongen 2005 klarade Holm 2,40 vid inomhus-EM i Madrid. Han vann därmed europamästerskapen inomhus för första gången. VM-finalen 2005 i Helsingfors blev historisk eftersom vinnaren Jurij Krymarenko vann på den lägsta höjd någon vunnit en VM-final på, 2,32. Holm klarade 2,29 och slutade på sjunde plats. Vid 2005 års World Athletics Final kom Holm på en delad tredje plats med 2,32.
Åren 2006 och 2007 blev även dessa mindre lyckade i Holms karriär. 2006 slutade han på femte plats vid inomhus VM och i hemma-EM 2006 i Göteborg blev det en bronsmedalj på höjden 2,34. Han tog sig dock till World Athletics Final i september där han, liksom året innan, kom på en delad tredje plats, denna gång på 2,29. 2007 började förvisso bra med en tävling över 2,38 inomhus som följdes upp med guld på inomhus-EM i Birmingham. Vid VM i Osaka hade Holm chansen att vinna VM-guld men återigen slutade han precis utanför prispallen på en fjärdeplats trots ett hopp över 2,33. I september deltog han åter vid säsongens World Athletics Final och han lyckades nu förbättra sin placering jämfört med tidigare år till en andraplats på 2,30.
Säsongen 2008 inledde Holm med att vinna inomhus-VM i Valencia. Guldet innebar att Holm vunnit fyra inomhus-VM. Under sommaren förbättrade han sitt personliga rekord vid Grand Prix-tävlingen i Aten där han hoppade 2,37. I Sommar-OS 2008 slutade Holm den 19 augusti på fjärde plats efter att ha hoppat 2,32. Han deltog sedan den 13 september vid World Athletics Final i tyska Stuttgart. Denna utgjorde hans sista riktiga tävling och här kom han tvåa på 2,33 efter ryssen Andrey Silnov.
Han avslutade karriären med att ordna en egen tävling under namnet Länsförsäkringar Cup den 20 september 2008, där han själv mötte gamla klasskamrater och andra kompisar. Han vann tävlingen på 2,25 och uppfyllde därmed sitt löfte att han skulle vinna sin sista tävling.
Under 2009 började Holm spela fotboll i division 7-laget  Östra Deje IK.
I september 2013 blev Holm invald som medlem i Internationella olympiska kommittén. I oktober 2019 meddelades att han lämnar denna position efter Olympiska sommarspelen 2020.
På sin 40-årsdag i maj 2016 slog Holm nytt veteranrekord för M40. Med 2,06 slog han Egon Nilssons nästan 50 år gamla rekord.
Våren 2024 blev han stormästare i svenska Jeopardy! och även våren 2025.

## Övriga utmärkelser
- 1999 – Stor Grabb nummer 441[52][53]
- 2004 – Bragdguldet för vinsten i OS samma år[54]
- 2004 – Jerringpriset[55]
- 2005 – Victoriastipendiet tillsammans med Christian Olsson [56]
- 2005 – H.M. Konungens medalj i 8:e storleken med högblått band[57]

## Utanför idrotten
Holm deltog i sport-Jeopardy och vann mot Arne Hegerfors och Glenn Hysén.
År 2003 deltog Holm för första gången i frågesportprogrammet På spåret och vann då tillsammans med Ingela Agardh. Året därpå förlorade han i par med Agardh i finalen mot Ellinor Persson och Dick Harrison med 1 poäng. År 2005/2006 vann han igen, då med författaren Katarina Mazetti. År 2007/2008 blev han och Karin Hübinette utslagna i semifinalen. 2010/2011 deltog Holm tillsammans med Ebba von Sydow. Laget vann en match och förlorade en match. Laget blev däremot sist i gruppen. År 2012 deltog Holm återigen i På spåret, även då tillsammans med Katarina Mazetti. De nådde också då semifinal. Han deltog i den andra säsongen av Mästarnas mästare där han kom på en sjunde plats av elva deltagare, och blev första deltagare att försöka sig på den sista frågan i TV-programmet Smartare än en femteklassare 2012. Dessutom skulle han från början delta som gäst i TV-programmet Gäster med gester 2012, men blev istället domare med en roll liknande den som Björn Hellberg hade i På spåret.
Holm medverkade 2016 i det släktforskande TV-programmet Vem tror du att du är?, där man lyckades göra den längsta spårningen av förfäder i programseriens historia, 29 generationer/1 000 år tillbaka till svenske kungen Olof Skötkonung. (Denna härstamning är på Holms morfars morfars morfars sida.)
Han har även en författarkarriär. Dels personliga berättelser i Stefan Holm – Höjdhoppare med Christian Augustsson, dels En av 12 (2005) med text av Stefan och foto av Mikael Solebris. Tillsammans med Solebris har Holm även gett ut ordvitsar, oneliner, genom boken Tvetydigheter. Flera nya böcker med ordvitsar utkom även hösten 2012.
2013 utkom Sportquiz : 2500 frågor för hemmaexperten tillsammans med Björn Hellberg och Johan Erséus. Hösten 2018 utgavs boken Svenska sportbitar, som beskriver hur Holm i Lego konstruerat 21 klassiska idrottsögonblick (fotograferade av Mikael Solebris). Sedan 2019 har han tillsammans med sin partner språkhistorikern Jessica Eriksson skrivit barnlitteratur och romantiska romaner.
Just Legobygge är en av Stefan Holms mer okända passioner och han definierar sig även som AFOL.
Stefan Holm har varit gift och har en son från äktenskapet. Paret ansökte om skilsmässa 2012. Sonen, Melwin Lycke Holm, har kallats Sveriges största höjdhoppstalang, och 14 år gammal kom han på fjärde plats i inomhus-SM för seniorer 2019. Samma år tog han brons på utomhus-SM med ett hopp på 209 cm. Stefan Holm är tränare till sonen.
2008 utsågs han till Årets alumn av Karlstads universitet, där han har både studerat och arbetat.

## TV
- 2003 – På spåret (TV-serie)
- 2005 – På spåret (TV-serie)
- 2007 – På spåret (TV-serie)
- 2012 – På spåret (TV-serie)
- 2012 – Smartare än en femteklassare (TV-serie) (även 2024)
- 2012 – Gäster med gester (TV-serie)
- 2016 – Vem tror du att du är (TV-serie)
- 2017 – Klassfesten (TV-serie)
- 2018 – Vem kan slå Anja och Foppa? (TV-serie)
- 2019 – Superstars 2019 (TV-serie)

## Personliga rekord
| Utomhus - 100 meter – 11,42 - 110 meter häck – 16,23 - Höjdhopp – 2,37 (Aten, Grekland 13 juli 2008) - Längdhopp – 7,18 (Karlstad 13 september 1999) | Inomhus - Höjdhopp – 2,40 (Madrid, Spanien 6 mars 2005) - Längdhopp – 7,09 (Falun 11 januari 1997) |